# المطاين (عبس)

تعديل مصدري - تعديل

المطاين هي إحدى قرى عزلة الوسط بمديرية عبس التابعة لمحافظة حجة، بلغ تعداد سكانها 1473 نسمة حسب تعداد اليمن لعام 2004.